# Paul Desmarais
Paul Desmarais (ur. 4 stycznia 1927, zm. 8 października 2013) – kanadyjski przedsiębiorca, były prezes Power Corporation of Canada.